# Gate (digital elektronik)
 For alternative betydninger, se Gate. (Se også artikler, som begynder med Gate)
I den digitale elektronik bruges begrebet en gate om et simpelt elektronisk kredsløb med en enkelt udgang samt to eller flere indgange; disse kredsløb er de grundlæggende byggeelementer i al rent digital elektronik. En gate leverer et digitalt signal, "0" eller "1", der alene afhænger af den øjeblikkelige kombination af "0"- og "1"-signaler der ledes til gatens indgange.
Gates, samt invertere, kan også realiseres ved hjælp af andet end elektroniske kredsløb; deres logiske funktioner er blevet implementeret i hydrauliske, mekaniske og pneumatiske anordninger.

## Forskellige typer gates
Der findes mange typer af gates. Men følgende tre typer gates er særlig kendte (svarende til forskellige logiske konnektiver):
- And-gate ("and" er engelsk for "og"):  Hvis alle indgange på en and-gate modtager signalet for "1", er udgangen "1" – for alle andre kombinationer af "0" og "1" på indgangene, vil udgangen være "0". Navnet kommer af at den første indgang og den anden indgang (og den evt. 3., 4. osv. indgang) skal have signalet "1" for at få "1" ved gatens udgang. Indenfor den digitale elektronik angives en and-operation som en logisk multiplikation, hvor udgangssignalet findes som indgangssignalerne ganget sammen. And-gaten blev opfundet af Nikola Tesla i 1890'erne.[1]
- Or-gate ("or" er engelsk for "eller"): Hvis alle indgange på en or-gate modtager "0"-signalet, er gatens udgang "0" – alle andre kombinationer af "0" og "1" på  gatens indgange resulterer i "1" på gatens udgang.  Navnet skyldes at signalet "1" på den første indgang eller den anden indgang (eller den 3., 4. osv. indgang) resulterer i "1" på gatens udgang. En or-operation beregnes som en logisk addition, hvor udgangssignalet findes som summen af indgangssignalerne, idet det dog gælder at 1+1=1.
- Exclusive-or-gate ("exclusive-or" kan løst oversættes fra engelsk til "enten-eller"): Udgangen på denne type gate giver signalet "1" hvis et ulige antal indgange tilføres "1"-signaler – hvis et lige antal indgange modtager signalet "1", er udgangen "0". Navnet skyldes, at hos en exclusive-or-gate med to indgange skal enten den ene eller den anden indgang være "1" (og den anden "0") for at få et "1"-signal fra udgangen.

Den såkaldte inverter klassificeres somme tider også som en gate, og kaldes da typisk en not-gate ("not" er engelsk for "ikke"). 

Desuden bruges ofte tre andre typer gates, kaldet nand-gates, nor-gates og exclusive-nor-gates: Det er blot henholdsvis and-, or- og exclusive-or-gates, forsynet med en inverter på udgangen. Navnene er en sammentrækning af det engelske ord "not" og henholdsvis "and", "or" og "exclusive-or".
- Fra nand-gatens udgang fås signalet for "1" i alle situationer, undtagen når alle gatens indgange modtager "1"-signalet.
- Nor-gatens udgang leverer "0" i enhver situation, bortset fra hvis der er "0"-signal på alle gatens indgange.
- En exclusive-nor-gate giver "0" hvis der er et ulige antal indgange der modtager "1"-signal, ellers giver den "1".

## Digitale gates i praksis
Af pladshensyn samles gates gerne i stort antal i integrerede kredsløb – det nærmeste man kommer på gates i "løs vægt", er nogle integrerede kredsløb som indeholder mellem én og fire separate gates, med fælles tilledninger for forsyningsstrøm til alle gates i komponenten.

## 74LVC multifunktionsgate
Der eksisterer to 74LVC multifunktionsgates kaldet 74LVC1G97 og 74LVC1G98 med 1,65 V til 5,5 V forsyningsspænding. Begge har tre Schmitt-trigger indgange og kan udføre to-input gate funktionerne MUX (multipleksning), AND, OR, NAND, NOR (med eller uden invertering af en input) - og en-input gate funktionerne inverter og buffer.